# 329. strelska divizija (ZSSR)
329. strelska divizija (izvirno rusko 329. стрелковая дивизия; kratica 329. SD) je bila strelska divizija Rdeče armade v času druge svetovne vojne.

## Zgodovina
Divizija je bila ustanovljena septembra 1941 in bila uničena leta 1942. Ponovno so jo ustanovili aprila 1944 v Lucku.